# Дист
Дист (на нидерландски: Diest) е град в Централна Белгия, окръг Льовен на провинция Фламандски Брабант. Намира се на 24 km североизточно от град Льовен. Населението му е около 22 700 души (2006).